# Damernas 4 × 200 meter frisim vid världsmästerskapen i kortbanesimning 2024
Damernas 4 × 200 meter frisim vid världsmästerskapen i kortbanesimning 2024 avgjordes den 12 december 2024 i Donau Arena i Budapest i Ungern.
Guldet togs av USA efter ett lopp på 7 minuter och 30,13 sekunder, vilket blev ett nytt världsrekord. Silvret togs av Ungern och bronset togs av Australien.

## Rekord
Inför tävlingens start fanns följande världs- och mästerskapsrekord:
|                   | Nation     | Tid     | Ort                   | Datum            |
| ----------------- | ---------- | ------- | --------------------- | ---------------- |
| Världsrekord      | Australien | 7.30,87 | Melbourne, Australien | 14 december 2022 |
| Mästerskapsrekord | Australien | 7.30,87 | Melbourne, Australien | 14 december 2022 |

Följande nya rekord noterades under mästerskapet:
| Datum       | Omgång | Namn                                                                                          | Nation | Tid     | Rekord     |
| ----------- | ------ | --------------------------------------------------------------------------------------------- | ------ | ------- | ---------- |
| 12 december | Final  | Alex Walsh (1.53,25) Paige Madden (1.53,18) Katie Grimes (1.53,39) Claire Weinstein (1.50,31) | USA    | 7.30,13 | 0VR0, 0MR0 |

## Resultat

### Försöksheat
Försöksheaten startade klockan 11:03.
| Placering | Heat | Bana     | Nation             | Simmare | Tid     | Noteringar |
| --------- | ---- | -------- | ------------------ | --- | ------- | ---------- |
| 1         | 1    | 4        | USA                | Katie Grimes (1.54,98) Phoebe Bacon (1.54,52) Lilla Bognar (1.57,44) Claire Weinstein (1.53,10)                                | 7.40,04 | 0Q0        |
| 2         | 1    | 7        | Neutral Athletes B | Darja Trofimova (1.54,78) Ksenija Misjarina (1.55,85) Milana Stepanova (1.54,57) Sofia Diakova (1.56,16)                       | 7.41,36 | 0Q0        |
| 3         | 1    | 3        | Italien            | Sofia Morini (1.55,90) Giulia D'Innocenzo (1.54,19) Matilde Biagiotti (1.55,81) Anna Chiara Mascolo (1.55,56)                  | 7.41,46 | 0Q0        |
| 4         | 2    | 6        | Tyskland           | Isabel Gose (1.55,89) Julia Mrozinski (1.55,78) Nicole Maier (1.55,76) Nele Schulze (1.54,22)                                  | 7.41,65 | 0Q0        |
| 5         | 2    | 4        | Australien         | Leah Neale (1.54,62) Lani Pallister (1.53,56) Milla Jansen (1.58,31) Tara Kinder (1.55,27)                                     | 7.41,76 | 0Q0        |
| 6         | 1    | 5        | Ungern             | Minna Ábrahám (1.55,98) Panna Ugrai (1.55,95) Dóra Molnár (1.56,90) Nikolett Pádár (1.54,77)                                   | 7.43,60 | 0Q0        |
| 7         | 2    | 5        | Kina               | Gong Zhenqi (1.56,92) Kong Yaqi (1.55,27) Liu Shuhan (1.56,42) Zhang Jingyan (1.57,67)                                         | 7.46,28 | 0Q0        |
| 8         | 2    | 3        | Brasilien          | Fernanda Gomes Celidonio (1.56,95) Maria Fernanda Costa (1.54,76) Gabrielle Roncatto (1.57,88) Leticia Fassina Romao (1.58,38) | 7.47,97 | 0Q0, 0AR0  |
| 9         | 1    | 6        | Japan              | Miyu Namba (1.56,09) Yume Jinno (1.57,76) Misuzu Nagaoka (1.57,68) Ayami Suzuki (1.59,34)                                      | 7.50,87 | R          |
| 10        | 2    | 7        | Sydafrika          | Hannah Robertson (2.00,12) Hannah Pearse (2.01,81) Stephanie Houtman (2.03,08) Milla Drakopoulos (2.01,01)                     | 8.06,02 | R          |
|           | 1    | 2        | Slovakien          | | 0DNS0   | 0DNS0      |
| 2         | 2    | Hongkong |                    | | 0DNS0   | 0DNS0      |

### Final
Finalen startade klockan 19:29.
| Placering | Bana | Nation             | Simmare | Tid     | Noteringar |
| --------- | ---- | ------------------ | --- | ------- | ---------- |
| 1         | 4    | USA                | Alex Walsh (1.53,25) Paige Madden (1.53,18) Katie Grimes (1.53,39) Claire Weinstein (1.50,31)                            | 7.30,13 | 0VR0       |
| 2         | 7    | Ungern             | Nikolett Pádár (1.52,81) Panna Ugrai (1.52,59) Dóra Molnár (1.55,39) Minna Ábrahám (1.52,60)                             | 7.33,39 |            |
| 3         | 2    | Australien         | Leah Neale (1.52,79) Elizabeth Dekkers (1.54,96) Milla Jansen (1.54,01) Lani Pallister (1.51,84)                         | 7.33,60 |            |
| 4         | 5    | Neutral Athletes B | Darja Trofimova (1.54,13) Milana Stepanova (1.53,94) Darja Klepikova (1.51,94) Ksenija Misjarina (1.56,67)               | 7.36,68 |            |
| 5         | 3    | Italien            | Giulia D'Innocenzo (1.54,49) Sofia Morini (1.53,88) Matilde Biagiotti (1.55,31) Anna Chiara Mascolo (1.56,60)            | 7.40,28 |            |
| 6         | 6    | Tyskland           | Isabel Gose (1.56,18) Julia Mrozinski (1.56,51) Nicole Maier (1.53,95) Nele Schulze (1.55,94)                            | 7.42,58 |            |
| 7         | 1    | Kina               | Gong Zhenqi (1.55,58) Kong Yaqi (1.57,02) Liu Shuhan (1.56,41) Zhang Jingyan (1.57,19)                                   | 7.46,20 |            |
| 8         | 8    | Brasilien          | Maria Fernanda Costa (1.54,22) Gabrielle Roncatto (1.57,34) Fernanda Celidonio (1.57,08) Leticia Fassina Romao (1.58,12) | 7.46,76 | 0AR0       |